# Emanuele Clarizio
Emanuele Clarizio (Milano, 18 maggio 1911 – Roma, 16 aprile 2001) è stato un arcivescovo cattolico italiano.

## Biografia
Nasce a Milano il 18 maggio 1911 da Pasquale e Giulia, terzo di quattro figli: Venanzio, Antonio e Maria, la quinta, Teresa, morirà all'età di 10 anni. Viene ordinato presbitero il 7 dicembre 1933 per la diocesi di Roma.
Il 5 ottobre 1961 papa Giovanni XXIII lo nomina nunzio apostolico in Repubblica Dominicana ed in pari tempo arcivescovo titolare di Claudiopoli di Isauria.
Riceve la consacrazione episcopale il 29 ottobre 1961 dal cardinale Amleto Giovanni Cicognani, segretario di Stato, co-consacranti  Angelo Dell'Acqua, arcivescovo titolare di Calcedonia e sostituto della segreteria di Stato, e Martin John O'Connor, arcivescovo titolare di Laodicea di Siria, presidente della Pontificia commissione per la cinematografia, la radio e la televisione, nonché rettore del Pontificio Collegio Americano del Nord.
Il 12 giugno 1967 viene nominato delegato apostolico in Canada. Diventerà pro-nunzio apostolico a partire dal 14 giugno 1969 e nel contempo arcivescovo titolare di Anzio.
Il 19 marzo 1970 papa Paolo VI lo nomina primo presidente del Pontificio Consiglio della Pastorale per i Migranti e gli Itineranti, incarico che manterrà fino al 18 settembre 1986.
Dal 17 novembre 1982 fino al 1991 è anche presidente della Peregrinatio ad Petri Sedem.
Muore il 16 aprile 2001 all'età di 89 anni.

## Genealogia episcopale
La genealogia episcopale è:
- Cardinale Scipione Rebiba
- Cardinale Giulio Antonio Santori
- Cardinale Girolamo Bernerio, O.P.
- Arcivescovo Galeazzo Sanvitale
- Cardinale Ludovico Ludovisi
- Cardinale Luigi Caetani
- Cardinale Ulderico Carpegna
- Cardinale Paluzzo Paluzzi Altieri degli Albertoni
- Papa Benedetto XIII
- Papa Benedetto XIV
- Papa Clemente XIII
- Cardinale Marcantonio Colonna
- Cardinale Giacinto Sigismondo Gerdil, B.
- Cardinale Giulio Maria della Somaglia
- Cardinale Carlo Odescalchi, S.I.
- Cardinale Costantino Patrizi Naro
- Cardinale Lucido Maria Parocchi
- Papa Pio X
- Cardinale Gaetano De Lai
- Cardinale Raffaele Carlo Rossi, O.C.D.
- Cardinale Amleto Giovanni Cicognani
- Arcivescovo Emanuele Clarizio

La successione apostolica è:
- Vescovo Juan de Dios López de Victoria (1963)
- Arcivescovo Cesare Zacchi (1967)
- Arcivescovo Austin-Emile Burke (1968)
- Vescovo Paul John O'Byrne (1968)
- Arcivescovo Joseph Gilles Napoléon Ouellet, P.M.E. (1968)
- Cardinale Edouard Gagnon, P.S.S. (1969)
- Vescovo Edgar Godin (1969)
- Vescovo Guy Bélanger (1969)